# HFC Haarlem in het seizoen 1954/55
Het seizoen 1954/1955 was het eerste jaar in het bestaan van de Haarlemse betaaldvoetbalclub Haarlem. De club kwam uit in de Eerste klasse C en eindigde, na een beslissingswedstrijd, op de 10e plaats, dit betekende dat de club in het nieuwe seizoen uitkwam in de Eerste klasse.

## Wedstrijdstatistieken

### Eerste klasse A(afgebroken)
|       | AGOVV | Blauw-Wit | DWS | Elinkwijk | GVAV  | Heerenveen | HVC   | Leeuwarden | Sportclub Enschede | Vitesse | VSV   | Wageningen |
| ----- | ----- | --------- | --- | --------- | ----- | ---------- | ----- | ---------- | ------------------ | ------- | ----- | ---------- |
| Thuis | –     | 1 – 0     | –   | –         | 0 – 2 | –          | 0 – 1 | –          | –                  | –       | 2 – 2 | –          |
| Uit   | 0 – 2 | –         | –   | –         | –     | 3 – 1      | –     | –          | 3 – 1              | 3 – 3   | –     | 0 – 2      |

### Eerste klasse C
|       | Alkmaar '54 | Blauw-Wit | EBOH  | Enschedese Boys | Feijenoord | GVAV  | Hermes DVS | Limburgia | N.E.C. | NOAD  | PSV   | Rapid JC | Vitesse |
| ----- | ----------- | --------- | ----- | --------------- | ---------- | ----- | ---------- | --------- | ------ | ----- | ----- | -------- | ------- |
| Thuis | 2 – 1       | 0 – 0     | 5 – 3 | 1 – 1           | 4 – 0      | 5 – 4 | 2 – 1      | 0 – 4     | 0 – 0  | 0 – 1 | 1 – 2 | 1 – 1    | 1 – 2   |
| Uit   | 1 – 3       | 0 – 5     | 3 – 2 | 1 – 5           | 2 – 0      | 2 – 2 | 1 – 2      | 3 – 0     | 2 – 1  | 2 – 2 | 0 – 0 | 4 – 2    | 1 – 1   |

#### Beslissingswedstrijd voor plaats 9
| Beslissingswedstrijd                                                                      | NOAD                                            | 4 – 3 (2 – 2) | Haarlem                                           |
| 3 juli 1955 Plaats: Rotterdam De Kuip Toeschouwers: 18.000 Scheidsrechter: Jan Bronkhorst | Jan van Leeuwen 15', 38' Theo de Wilde 85', 87' |               | 18' Wim Roosen 20' Piet Groeneveld 83' Bert Jacob |

## Statistieken Haarlem 1954/1955

### Eindstand Haarlem in de Nederlandse Eerste klasse C 1954 / 1955
| Stand | Gespeeld | Gewonnen | Gelijk | Verloren | Punten | Doelpunten voor | Doelpunten tegen |
| ----- | -------- | -------- | ------ | -------- | ------ | --------------- | ---------------- |
| 10e   | 26       | 9        | 8      | 9        | 26     | 47              | 42               |

### Eindstand Haarlem in de Nederlandse Eerste klasse A 1954 / 1955 (afgebroken)
| Stand | Gespeeld | Gewonnen | Gelijk | Verloren | Punten | Doelpunten voor | Doelpunten tegen |
| ----- | -------- | -------- | ------ | -------- | ------ | --------------- | ---------------- |
| 8e    | 9        | 3        | 2      | 4        | 8      | 12              | 14               |

### Topscorers
| #      | Naam             | Goal |
| ------ | ---------------- | ---- |
| 1.     | Piet Groeneveld  | 11   |
| 2.     | André Kamperveen | 8    |
| 3.     | Bert Jacob       | 7    |
| 4.     | Wim Roosen       | 5    |
| 5.     | Jaap Brussee     | 3    |
| 5.     | Cees de Voogd    | 3    |
| 7.     | Van Osch         | 2    |
| 7.     | Cor de Voogd     | 2    |
| 7.     | Vreenegoor       | 2    |
| 10.    | Huub Boeree      | 1    |
| 10.    | De Groot         | 1    |
| 10.    | Schilpzand       | 1    |
| 10.    | Lout Vreeken     | 1    |
| Totaal | Totaal           | 47   |

| #      | Naam            | Goal |
| ------ | --------------- | ---- |
| 1.     | Piet Groeneveld | 1    |
| 1.     | Bert Jacob      | 1    |
| 1.     | Wim Roosen      | 1    |
| Totaal | Totaal          | 3    |

| #      | Naam             | Goal |
| ------ | ---------------- | ---- |
| 1.     | Piet Groeneveld  | 4    |
| 2.     | Bert Jacob       | 3    |
| 3.     | Jaap Brussee     | 1    |
| 3.     | André Kamperveen | 1    |
| 3.     | Wim Roosen       | 1    |
| 3.     | Kick Smit        | 1    |
| 3.     | Cees de Voogd    | 1    |
| Totaal | Totaal           | 12   |